# Desmanthodium
Desmanthodium là một chi thực vật có hoa trong họ Cúc (Asteraceae).

## Loài
Chi Desmanthodium gồm các loài: